# Halsted Sogn
Halsted Sogn er et sogn i Lolland Vestre Provsti (Lolland-Falsters Stift). Sognet ligger i Lolland Kommune. Indtil kommunalreformen i 2007 lå det i Højreby Kommune (Storstrøms Amt) og indtil kommunalreformen i 1970 lå det i Lollands Nørre Herred (Maribo Amt). I Halsted Sogn ligger Halsted Kirke.
I Halsted Sogn findes flg. autoriserede stednavne:
- Bulskov (bebyggelse)
- Halsted (bebyggelse, ejerlav)
- Halsted Hede (bebyggelse)
- Halsted Skovby (bebyggelse, ejerlav)
- Halsted Tvede (bebyggelse, ejerlav)
- Halsted Kloster (ejerlav, landbrugsejendom)
- Hellinge (bebyggelse, ejerlav)
- Hellingegård (landbrugsejendom)
- Hvilehuse (bebyggelse)
- Højfjelde (bebyggelse, ejerlav)
- Kragemose (bebyggelse)
- Meltofte (bebyggelse, ejerlav)
- Rudbjerg Huse (bebyggelse)
- Sæbyholm (bebyggelse, ejerlav, landbrugsejendom)
- Sølvhuse (bebyggelse)
- Øster Karleby (bebyggelse, ejerlav)
- Øster Nordlunde (bebyggelse, ejerlav)